# Hans Friedrich von Levetzow
Ikke at forveksle med Hans Frederik Levetzau
Hans Frederik von Levetzow (født 15. januar 1630, død 22. juli 1696 på Oksholm) var en tysk officer i dansk tjeneste.
Han var søn af Heinrich von Levetzow til Mistorf osv., mecklenburgsk landråd, og Leveke Dorothea von Cölln. Han var født 15. januar 1630 og trådte under Karl Gustav-krigene i dansk tjeneste. 1660 stod han som oberstløjtnant ved Christian Urnes rytterregiment, da han var så «uheldig» at undlive en trompeter. Regimentet opløstes snart efter, men Levetzow blev i Danmark. Han fik udlagt gods i Nørhald Herred i stedet for pension og boede i Kåtrup (Asferg Sogn), indtil han 1668 købte herregården Oksholm ved Limfjordens nordre bred. Endvidere erhvervede han Nørre Elkær, ligeledes i Vendsyssel, og Store Restrup på Limfjordens søndre side. Han ægtede 11. november 1661 Lucia Emerentia von Brockdorff (f. 4. november 1640), datter af Theodosius von Brockdorff til Vindeby, og blev 1670 naturaliseret som dansk adelsmand.
1672 kom Levetzow atter til aktiv tjeneste ved sjællandske Rytterregiment og blev 1675 oberst for 1. jyske Regiment, som han førte i Mecklenburg samme år og i Skåne 1676. Han nævnes flere gange som en heldig partigænger, og blandt det bytte, han gjorde, var efter traditionen en altertavle, som han skænkede sin sognekirke på Øland. I slaget ved Lund blev Levetzow såret og i begyndelsen af 1677 forfremmet til generalmajor, i hvilken egenskab han deltog i de påfølgende felttog. Efter fredsslutningen fik han inspektion over rytteriet i Jylland og blev 1683 hædret med det hvide bånd. Han var med ved toget til Ratzeburg 1693, og under dette døde hans hustru 11. september i lejren ved Schnakenbek. Året efter tog Levetzow sin afsked med generalløjtnants karakter. Tillige havde han titel af gehejmeråd. 22. juli 1696 døde han på Oksholm.